# El drama del 15 de octubre
El drama del 15 de octubre es una película muda colombiana dirigida por los hermanos Di Doménico. Considerado el primer largometraje documental producido en Colombia, muestra los acontecimientos que rodearon el asesinato del general Rafael Uribe Uribe el 15 de octubre de 1914, incluida una reconstrucción del asesinato en sí. Se proyectó por primera vez al público el 21 de noviembre de 1915 en el Gran Salón Olympia de Bogotá.
El drama del 15 de octubre fue muy criticada por su tema, por incorporar fotografías del cuerpo de Uribe y por emplear a los asesinos de Uribe en la reconstrucción de su asesinato. Una corte ordenó que se destruyeran todas las copias del documental, y su contenido solo se conoce a partir de artículos periodísticos contemporáneos al lanzamiento de la película. La controversia en torno a la película afectó seriamente a la industria cinematográfica colombiana, que no produjo películas durante varios años después.

## Sinopsis
La película comienza con un retrato de Uribe y continúa con imágenes de él mientras estaba vivo. Las escenas rodadas por Vincenzo Di Domenico luego siguen, comenzando con el funeral de Uribe. Su ataúd es llevado desde la Catedral primada de Colombia hasta el cementerio, seguido por una gran multitud y carros con coronas sobre ellos. La policía y el ejército están presentes en la ceremonia.
Luego se muestra a los asesinos de Uribe, Leovigildo Galarza y Jesús Carvajal. Participan en una reconstrucción del asesinato, utilizando imágenes reales del evento. Más adelante se muestran tributos a Uribe en el primer aniversario de su muerte. El documental termina con una escena alegórica en la tumba de Uribe. Algunas imágenes fijas de esta escena sobreviven, mostrando una pintura titulada La Apoteosis, que representa a una mujer ondeando la bandera colombiana.

## Producción

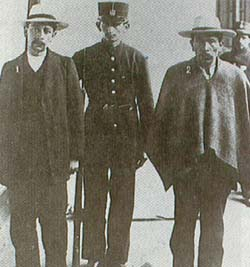
Asesinos del general Uribe (izquierda y derecha)

A principios de la década de 1900, el crecimiento económico en Colombia estimuló la construcción de cines que exhibían películas extranjeras, como el Olimpia de Bogotá (abierto el 8 de diciembre de 1912). Los hermanos italianos Francesco y Vincenzo Di Domenico se mudaron a Bogotá en 1909 y fundaron la Sociedad Latinoamericana de la Industria del Cine (Sociedad Española Cinematográfica Latinoamericana) en 1913. 
El historiador cinematográfico colombiano Luis Alfredo Álvarez considera que este grupo es el primer intento de una organización nacional de la industria cinematográfica en el país. Según Hugo Chaparro Valderrama, los hermanos Di Domenico hicieron El drama del 15 de octubre en un esfuerzo por ser aceptados en la comunidad colombiana.

## Recepción

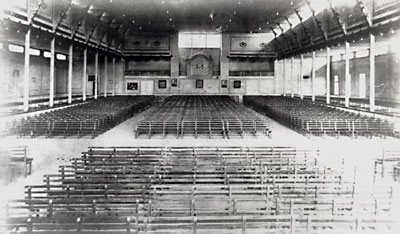
Olympia de Bogotá en 1914. Fundación Patrimonio Fílmico Colombiano

El drama del 15 de octubre se proyectó por primera vez en el Salón Olympia el 21 de noviembre de 1915. Según un artículo fechado el 23 o 24 de noviembre en el diario barranquillero El Liberal, la familia de Uribe protestó tras el estreno. No obstante, la película continuó presentándose en varias ciudades colombianas.
El uso en el documental de los asesinos de Uribe, así como fotografías de su cuerpo sin vida, causaron indignación. Los periódicos la consideraron una "inmoral" y describieron la participación de Galarza y Carvajal como "repugnante" y como una "glorificación criminal". Se presentaron algunos disturbios frente a varios teatros. Francesco Di Domenico cortó las escenas más controvertidas y volvió a publicar el documental, pero el gobernador de Cundinamarca, que incluía a Bogotá, la prohibió. Todas las copias de la película fueron destruidas por las autoridades y las ganancias de Galarza y Carvajal del documental fueron confiscadas.

## Galería
|  |
|  |

|  |
|  |